# 국도우회로
국도우회로(Gukdouhoe-ro)는 경상남도 거제시 아주동 21번 교차로와 장평동 1번 교차로를 잇는 경상남도의 도로이다. 국도우회1로와 함께 거제시 국도대체우회도로를 구성한다.

## 연혁
- 2005년 10월 31일 : 거제시 아주동 ~ 신현읍 장평리 11.02km 구간을 자동차 전용도로로 지정[1]
- 2010년 12월 13일 : 거제시 국도대체우회도로(거제시 아주동 ~ 상동동) 4.92km 구간 임시 개통[2], 거제시 국도대체우회도로(거제시 상동동 ~ 장평동) 6.41km 구간 임시 개통[3]
- 2011년 2월 23일 : 도로명을 국도우회로로 결정[4]
- 2013년 7월 13일 : 거제시 국도대체우회도로(거제시 아주동 ~ 상동동) 4.92km 구간 확장 개통[5]
- 2015년 3월 31일 : 거제시 국도대체우회도로 상동 ~ 신현 구간(거제시 문동동 ~ 장평동) 6.41km 구간 확장 개통, 기존 거제시 연초면 송정리 ~ 연사리 5.6km 구간 폐지[6]

## 주요 경유지
경상남도
- 거제시 (아주동 - 수양동 - 상문동 - 고현동 - 장평동)

## 노선
전 구간 국도 제14호선에 속하므로 이에 대한 별도 표기는 생략한다.
| 이름                    | 접속 노선                          | 소재지          | 소재지          | 비고                                          |
| 거제대로와 직결         | 거제대로와 직결                    | 거제대로와 직결 | 거제대로와 직결 | 거제대로와 직결                               |
| ----------------------- | ---------------------------------- | --------------- | --------------- | --------------------------------------------- |
| 21번 교차로             | 국가지원지방도 제58호선 (거제대로) | 거제시          | 아주동          |                                               |
| 아주터널                |                                    | 거제시          | 아주동          | 장평 방면 연장 889m 장승포 방면 연장 853m     |
| 아주2교                 |                                    | 거제시          | 아주동          |                                               |
| 양정터널                |                                    | 거제시          | 아주동          | 장평 방면 연장 1,891m 장승포 방면 연장 1,898m |
| 양정터널                | 수양동                             | 거제시          |                 | 장평 방면 연장 1,891m 장승포 방면 연장 1,898m |
| 문동1교                 |                                    | 거제시          |                 |                                               |
| 고현천교                |                                    | 거제시          | 상문동          |                                               |
| 상동 교차로 (문동2교)   | 지방도 제1018호선 (거제중앙로)     | 거제시          | 상문동          |                                               |
| 문동3교                 |                                    | 거제시          | 상문동          |                                               |
| 고현1교 고현2교 고현3교 |                                    | 거제시          | 고현동          |                                               |
| 계룡산 교차로           |                                    | 거제시          | 장평동          |                                               |
| 장평1교 장평2교 장평3교 |                                    | 거제시          | 장평동          |                                               |
| 1번 교차로              | 국가지원지방도 제58호선 (거제대로) | 거제시          | 장평동          |                                               |
| 거제대로와 직결         |                                    |                 |                 |                                               |